# زقورة أور
تعد زقورة أور 𒂍𒋼𒅎𒅍 من أقدم المعابد التي بقيت في العراق، تقع على نحو 40 كم إلى الغرب من مدينة الناصرية (340 كلم جنوب بغداد)، التي بناها الملك السومري أور نمو 𒌨𒀭𒇉 مؤسس سلالة «أور» الثالثة، وأعظم ملوكها سنة 2100 ق.م. إذ تُعتَبر دليلًا على إعتناق الناس آنذاك لديانات واسعة.
زقورة أور مُستطيلة الشكل، أبعادها «200×150م»، وإرتفاعها "45" قدمًا. وقد كانت بالأساس مكونة من ثلاث طبقات، يرتفع فوقها معبد مُخصّص لعبادة كبير آلهة المدينة الإله سين 𒀭𒋀𒆠، ويرتقي إليها بواسطة سُلَّمين جانبيْين، وثالث وسطي، ثم أصبحت فيما بعد تتكون من سبع طبقات في عهد الحكم الآشوري. حاليًا يتم العمل على مشروع بناء مدينة سياحية ومتحف في المدينة. حيث زارها مؤخرًا البابا فرنسيس وهي الزيارة الأولى خارج الفاتيكان منذ تفشي وباء كورونا، وكذلك تُعتَبر الزيارة الأولى في التاريخ لحبر أعظم إلى العراق. وقد حقّق البابا فرنسيس حلمًا قديمًا لسلفه البابا يوحنا بولس الثاني الذي خطّط عام 2000 لزيارة مماثلة، ضمن رحلته إلى الأراضي المقدسة، مطلع الألفية. كما أن بناء المعابد العليا او الهيكل الهرمي يعود فضل بناءه للسومريين وأقدم زقورة في التاريخ هي زقورة اوروك ziggurat of Uruk التي تم بنائها سنة 4000 وسبقت هرم زوسر المدرج الذي تم بنائه في مصر سنة 2700 قبل الميلاد.

## تاريخ
تم بناء المعبد خلال العصر البرونزي (القرن الحادي والعشرين قبل الميلاد) ولكنه انهار إلى أنقاض بحلول القرن السادس قبل الميلاد في العصر البابلي الحديث، حيث تم ترميمه من قبل الملك نبو نيد، الذي أعاد بنائه مكوناً من سبع طبقات بدل ثلاث، لعدم وجود ما يدله على الشكل الأصلي للمعبد.
تم اكتشاف بقايا الزقورة لأول مرة بواسطة ويليام لوفتوس في عام 1850. وتم الحفر الشامل والكشف عن بقايا المعبد في عشرينيات وثلاثينيات القرن العشرين، بواسطة السير ليونارد وولي. وفي عهد صدام حسين في الثمانينيات، تم إعادة بناء جزئي لواجهة المعبد والدرج الضخم.

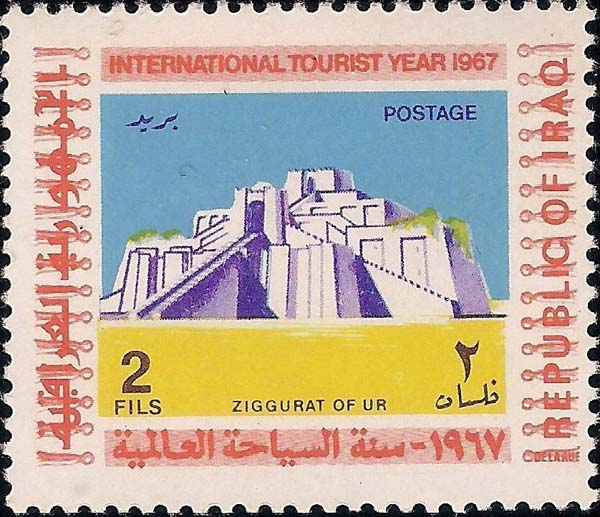
طابع بريدي عراقي فئة 2 فلسان صدر عام 1967 ضمن مجموعة سنة السياحة العالمية ويظهر فيه زقورة اور

تعرضت الزقورة في حرب الخليج عام 1991 لأضرار ناجمة عى نيران أسلحة صغيرة، وتعرض المبنى للإهتزاز من الانفجارات. ويمكن رؤية أربعة فوهات قنابل في مكان قريب، وجدران الزقورة مشوهة بأكثر من 400 ثقب بسبب الرصاص.
قد يكون تصميم الأهرامات المصرية ، وخاصة التصاميم المتدرجة لأقدم الأهرامات (هرم زوسر في سقارة ، 2600 قبل الميلاد) ، تطورًا من الزقورات التي بنيت في بلاد ما بين النهرين.